# Герб Бугульмы
Исторический герб «Бугульмы» — административного центра Бугульминского района Татарстана Российской Федерации.

## Описание герба и его символики
Герб города Бугульма был Высочайше утверждён 8 июня 1782 года императрицей Екатериной II вместе с другими гербами городов Уфимского наместничества (ПСЗРИ, 1781, Закон № 15427)
Подлинное описание герба города Бугульма гласило:

«В голубомъ полѣ серебряная рыба съ голубыми пятнами называемая пеструшка, которыми сей страны воды весьма изобилуютъ»
В верхней части щита — герб наместного города Уфы: «Бѣгущая куница въ серебряномъ полѣ».

## История герба
Город  был основан в 1736 году как слобода Большая Бугульма. 23 декабря 1781 года указом Екатерины II получил статус уездного города Уфимского наместничества.
Герб Бугульмы, Высочайше утверждённый в 1782 году, был составлен в департаменте Герольдии при Сенате под руководством герольдмейстера, действительного статского советника А. А. Волкова.
В 1796 году город Бугульма вошёл в состав Оренбургской губернии.
По неподтверждённым архивами данным, которые приводят А.В. Кудин, А.Л. Цеханович в справочнике «Гербы городов, губерний, областей и посадов Российской Империи. 1649-1917 гг.» 30 декабря 1839 года был утверждён новый герб Бугульмы: «В верхней части герб Оренбургской губернии. В нижней части, голубой, серебряная рыба».
В 1850 года город Бугульма и Бугульминский уезд вошли в состав Самарской губернии.
В 1865 году, в период геральдической реформы Кёне, был разработан проект нового герба уездного города Бугульмы (официально не утверждён):
«В лазоревом щите с серебряной волнообразной каймой серебряная рыба с червлеными глазами, хвостом и крыльями; в вольной части герб Самарской губернии; щит увенчан стенчатой короной и окружен колосьями, соединёнными Александровской лентой».
В советский период исторический герб Бугульмы не использовался.
В 1994 году был выпущен сувенирный значок новым проектом герба Бугульмы. Проект имел следующий вид: «В зелёном поле две золотые трубы в столб, из которых выходят вправо и влево вверх по три черные струи, переходящие в укороченные пояса. Трубы рассекают золотое кольцо из колоса и части шестерни. В вольной части щита герб республики Татарстан». Данный проект повторял рисунок эмблемы Бугульмы советского периода.
В постсоветский период решения о возрождении или восстановлении исторического герба города в качестве официального символа Бугульмы, городскими властями не принимались.
21 февраля 2007 года решением Совета Бугульминского муниципального района был утверждён герб Бугульминского района.
За основу герба Бугульминского муниципального района был взят исторический герб уездного города Бугульмы (1782 года).